# ハブ空港

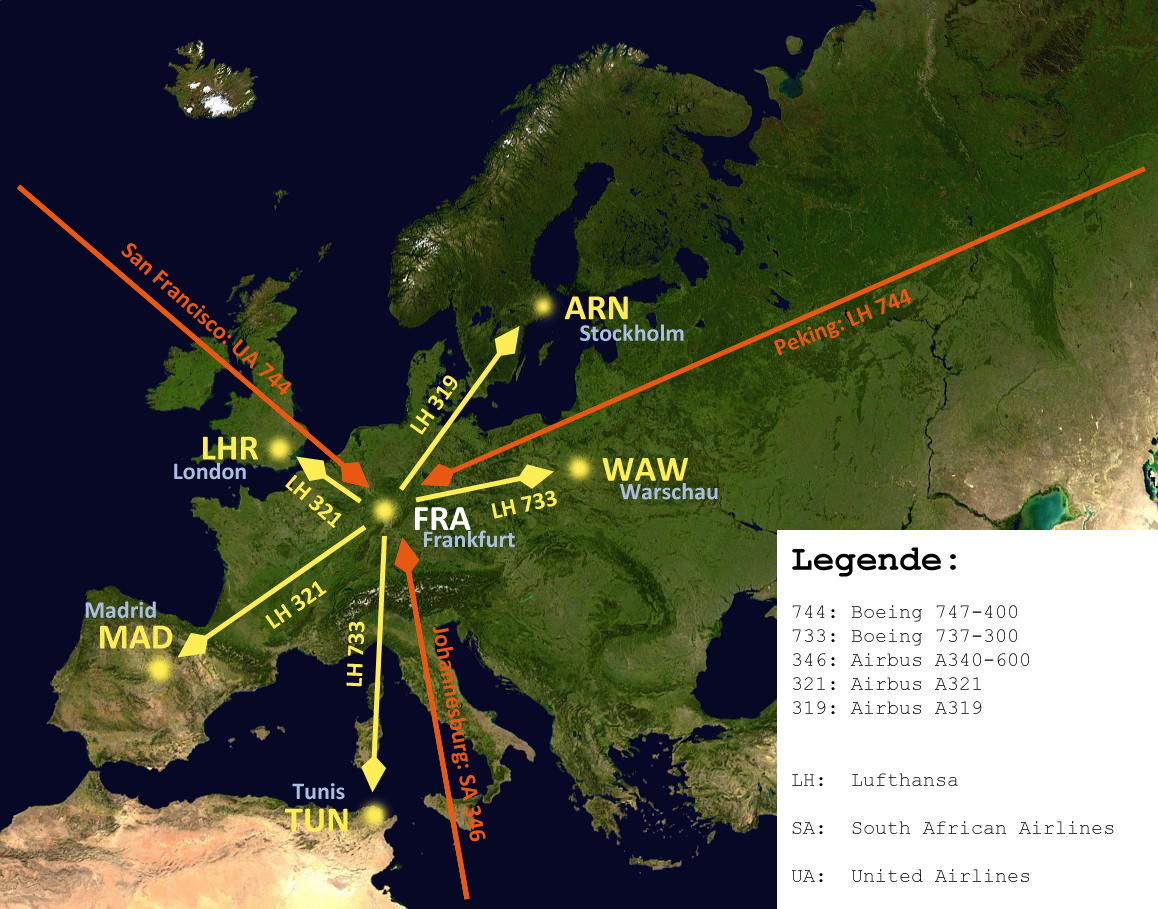
欧州においてルフトハンザ航空とスターアライアンスの加盟航空会社の路線は、ルフトハンザ航空の主要ハブ空港であるフランクフルト空港を経由して接続され、世界各地を結んでいる。

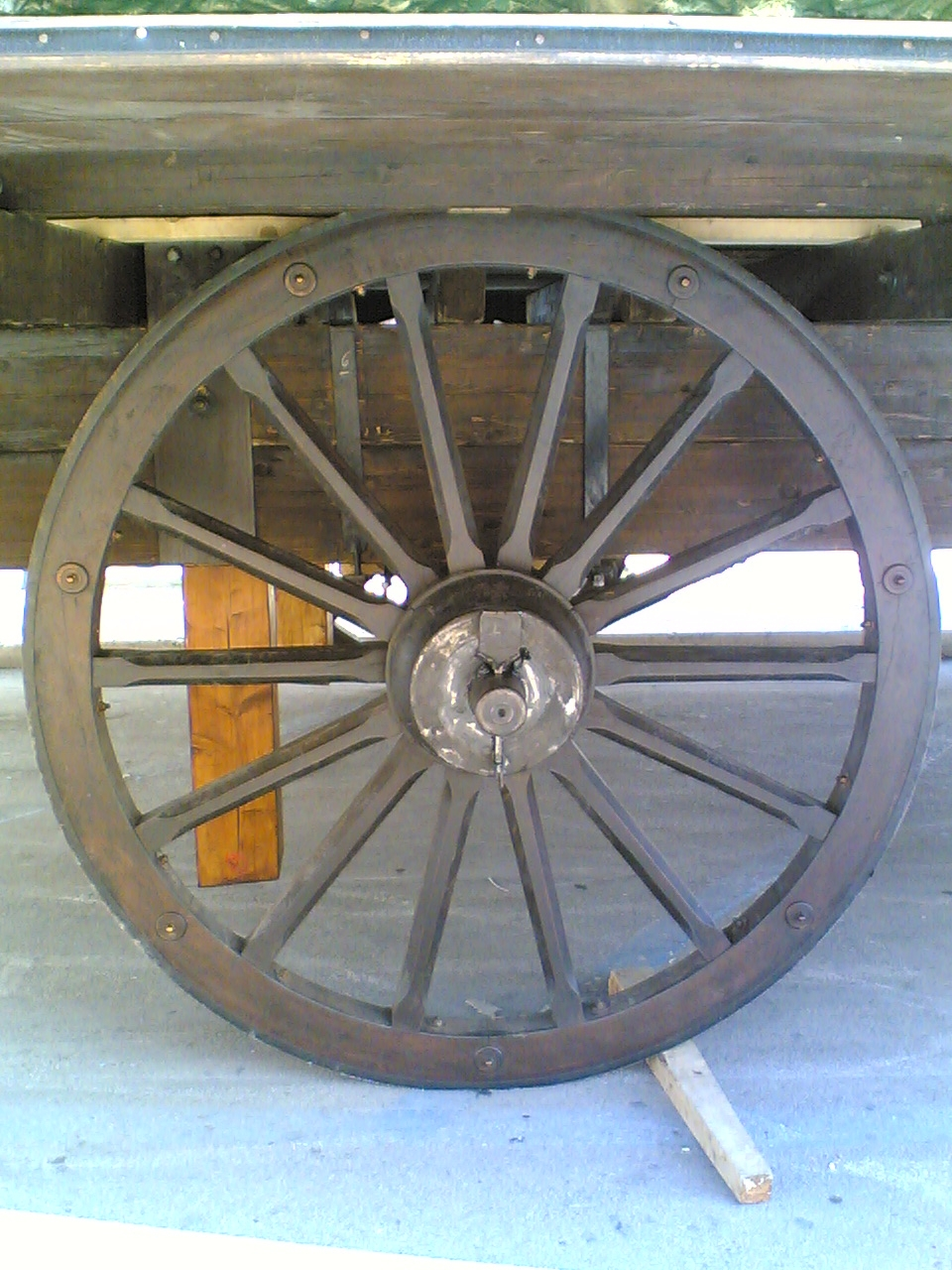
車輪の図。中央の轂（ハブ）から輻（スポーク）が四方八方に伸びている。中心の空港に航空路が集中する形状をこれにたとえている。

ハブ空港（ハブくうこう、英: airline hub, 独: Luftfahrt-Drehkreuz）は、各地からの航空路線が集中し、乗客や貨物を目的地となる他の空港に中継する機能を備えた、地域の拠点（ハブ）となる空港である。航空路線網を自転車の車輪に見立てると、放射状に伸びる航空路線が輻（や／スポーク）と見なされ、その中心に当たる空港が轂（こしき／ハブ）と見なせることからその名がついた。また、拠点空港と呼ばれることもあり、航空各社が自社の運航拠点としている空港を当該航空会社のハブ空港という場合がある。

## 概要
ハブ空港という言葉には2つの意味がある。双方に共通するのは、航空路線網が自転車の車輪のハブとスポークのように張り巡らされ、航空機の離着陸回数が多く、規模の大きい空港である、という点である。
広義のハブ空港
広義のハブ空港とは、特定の航空会社が運用上の拠点として利用する空港のことである。航空会社ハブ空港とも呼ばれ、航空会社の視点から拠点空港と表現されることもある。このハブ空港よりも規模の小さい、準ハブ的な空港を焦点空港と呼ぶ。ハブ空港のある都市を中心とする地域において、何らかの中心的役割を持っている都市を拠点空港都市と呼ぶ。以下、本記事では広義のハブ空港のことを「拠点空港」と記す。
狭義のハブ空港
一般的にハブ空港という場合は狭義のハブ空港を指し、本来の意味でのハブ空港も狭義のハブ空港のことである。狭義のハブ空港とは、乗り継ぎや積み替えの中継点としての役割を担う、航空網の中核となる空港のことである。ハブ空港と呼ばれるためには、ただ空港の規模が大きいというだけでは不足であり、旅客の輸送を効率よく行うための様々な条件が付される（後述）。広義のハブ空港は拠点空港と呼ばれることもあるが、日本の国土交通省が空港法などで定めている「拠点空港」は、この「ハブ空港」とは異なるものである。以下、本記事では狭義のハブ空港のことを単に「ハブ空港」と記す。

## 拠点空港
航空機・整備場・要員などの効率的な使用や乗客・貨物の効率的な輸送を可能とするため、多くの路線を持つほとんどの航空会社はどこかに拠点空港（Hub）を持っている。特に格安航空会社（LCC）ではない旧来のレガシーキャリア（フルサービスキャリア）においては多くがこの形式に該当する。航空会社によっては、拠点空港に準ずる機能を果たす空港を焦点空港（Focus Cities）と位置付けているところもある。
拠点空港・焦点空港の地位は各航空会社の事業戦略に左右されるため、必ずしも空港規模が大きいところが拠点空港になるというわけではない。
日本においては、大手二社（日本航空及び全日本空輸）は最大の拠点空港を共に羽田空港としている（かつては国内線拠点が羽田空港、国際線拠点が成田空港と棲み分けがなされていたものの、羽田空港再国際化以降は内際共に利便性の高い羽田空港にかかる比重が大きくなっている）。

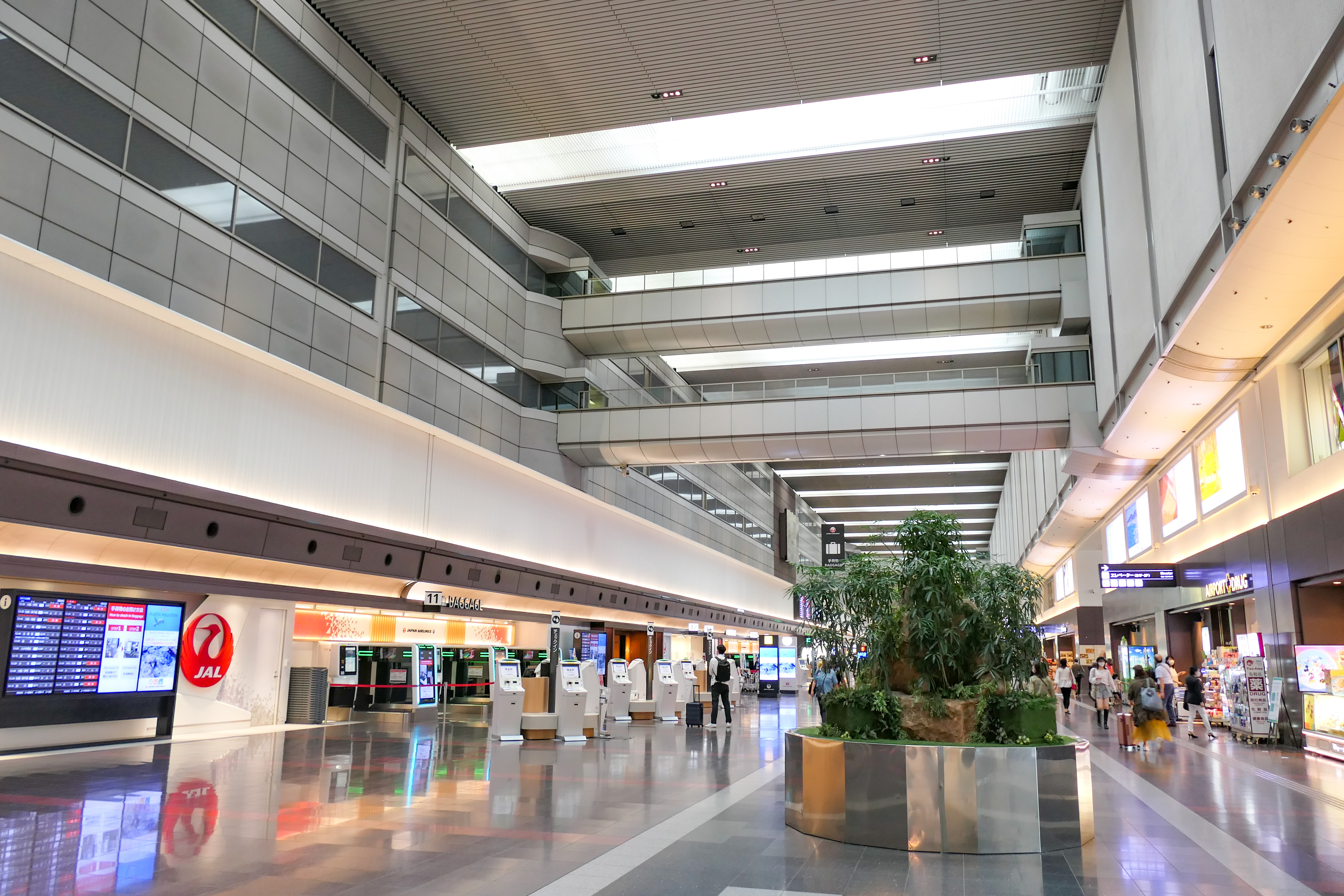
東京国際空港（羽田空港）第1ターミナル。日本航空（JAL）の国内線における最大拠点のターミナルである。

アメリカ合衆国や中華人民共和国のように大手航空会社の間で最大の拠点空港（都市）が異なることもある。
アメリカ合衆国の場合、例としてアメリカン航空はダラス/フォートワースを最大拠点の空港としており、同空港発着枠の大半をアメリカン航空が占有している。ユナイテッド航空やデルタ航空も同様に、それぞれシカゴ/オヘアとアトランタを最大の拠点として運用している。
中華人民共和国の場合、アメリカとは違って国家主導で各航空会社の勢力図が決定されたという経緯を持つ。かつて国内の航空会社は中国民用航空局（CAAC）の一社で運用されてきたが、鄧小平政権時代の1987年に地区管理局ごとに航空会社が多数分離されたことにより、都市ごとに強い勢力を持つ航空会社が異なる状態になった。例として中国東方航空は上海/浦東及び上海/虹橋を最大拠点としており、2002年に国家の施策で中国東方航空と統合した中国西北航空の拠点であった西安も中国東方航空の拠点として引き継がれた。

## ハブ空港の定義
拠点空港（広義のハブ空港）の概要は上に示した通りであるが、本来の意味で正確にハブ空港と呼ぶには、これらに加えて、「航空網の中継を役割とする空港であり、航空ダイヤの接続が機能していなければならない」という条件が付く。
ある短時間に各地からの到着便が集中し、空港ターミナルビル内で素早く旅客を乗り継ぎさせて間もなく、再び短時間で各地への出発便が飛び立って行く。このようなダイヤを組むことにより、旅客は各々の目的地へ短い乗り継ぎ時間で行くことができる。この仕組みは、ハブ・アンド・スポーク・システムとしてアメリカ合衆国で編み出された。最初にハブ・アンド・スポークの構築を行ったのは、貨物輸送のフェデックスである。このシステムをデルタ航空が旅客輸送に利用したのが、今日のハブ空港とそのシステムの誕生の嚆矢である。その成功を受けて、1978年の規制緩和を機に、アメリカ国内の他の大手航空会社に広がっていったのである。このようにハブ空港では、短時間に大量の航空機の発着と旅客の搭乗手続きを扱わなければならないため、それ相応のキャパシティを求められる。具体的には、以下に示したような条件が求められる。
- 複数の滑走路（短時間に集中する離着陸をこなすために必要）
- 特定の航空会社専用の空港ターミナルビル（短時間で旅客が自社便への乗り継ぎを行うのに必要）
- 安い着陸料（大量の航空便を採算に合わせるのに必要）

デルタ航空は過去に北米から成田経由でアジアへ飛ぶ便が数多くあり、2008年2月現在のダイヤで見ると、13:55にホノルルから到着するNW9便を皮切りに15:55にデトロイトからNW11便、16:05にポートランドからNW5便と、19:30のサイパン発NW75便まで約15便が到着するというスケジュールであった。一方、17:25発の釜山行きNW29便を皮切りに広州、香港、北京、上海、マニラなどアジア各都市へ約2時間から3時間後に出発していくため、北米 - アジア間の接続が確立していた。これがハブ空港の本来の姿である。なお、デルタ航空は羽田空港発着枠拡大や他国のアジアのハブ空港の増強に伴い、2020年3月28日を最後に成田空港から撤退している。
また、これらの乗り継ぎは同一航空会社によって行われなければならない点、および特定の航空会社がその空港を拠点として利用している点も、厳密なハブ空港の要素の一つである。例えば、ロサンゼルス国際空港は発着便数も多く、空港の規模も大きい。さらに乗り継ぎの利便性も高い。しかし、主要な運航の拠点としている航空会社が存在しないため、ロサンゼルス国際空港は、拠点空港ではあっても、厳密にはハブ空港ではない。

### ハブ空港の具体例
この条件を厳密に満たしている空港・航空会社の組み合わせとなると、世界的には多くなく、アメリカ合衆国においてさえもアトランタ（デルタ航空）やシカゴ（ユナイテッド航空）など数えるほどしかない。
アメリカの他には、香港（キャセイパシフィック航空と香港航空）、ソウル/仁川（大韓航空とアシアナ航空）、マニラ（フィリピン航空）、バンコク/スワンナプーム（タイ国際航空）、シンガポール（シンガポール航空）、ドバイ（エミレーツ航空）、フランクフルト（ルフトハンザドイツ航空）、モスクワ/シェレメーチエヴォ（アエロフロート・ロシア航空）などである。
また、日本には、この意味でのハブ空港は成田国際空港（ユナイテッド航空）、および関西国際空港（春秋航空）が存在する。

## 世界のハブ空港ランキング
2024年の世界のハブ空港ランキングは下記の通りである。羽田空港は2019年には22位、2023年には5位だったが着実に順位が上がっている。
| 順位 | 国籍       | メーカー                 |
| ---- | ---------- | ------------------------ |
| 1位  | イギリス   | ヒースロー空港           |
| 2位  | マレーシア | クアラルンプール国際空港 |
| 3位  | 日本       | 羽田空港                 |
| 4位  | オランダ   | スキポール空港           |
| 5位  | 大韓民国   | インチョン国際空港       |

## 拠点空港都市

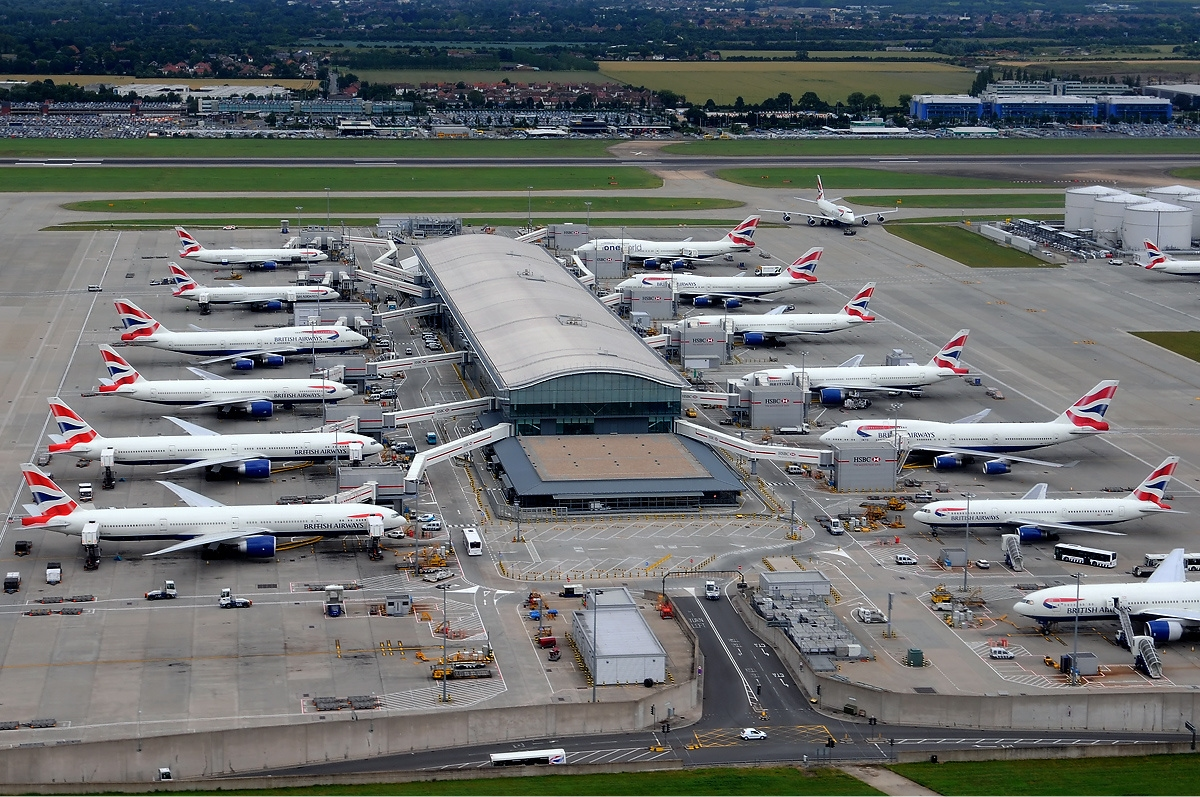
ロンドンのヒースロー空港は、ブリティッシュ・エアウェイズのハブ空港となっている。

拠点空港都市とは、英語の「ゲートウェイ都市 (gateway city)」に相当し、ある特定の広域地域の要として機能し、その地域への表玄関となる空港を持つ都市を指す。
ロサンゼルス国際空港には、全米各都市からの航空便のみならず、隣国のカナダやメキシコからの便、そして北太平洋路線に就航するアジア諸国からの便や、南太平洋路線に就航するオセアニア諸国からの便が多く発着する拠点空港である。そのため、同空港は、単にロサンゼルスの空の玄関口という機能以上に、アメリカ西海岸の表玄関としての性格を有している。ニューヨークのジョン・F・ケネディ国際空港やロンドン・ヒースロー空港も、同様に各広域地域における表玄関としての性格を持ち合わせている。
拠点空港都市の地位は、ある空港が当該の広域地域でどの程度要としての機能を果たしているかによって、自然に決定する。
東アジアの拠点空港都市を例にとると、成田国際空港は1978年の開港以来、アジア諸国、北米諸国および太平洋を結ぶ航空便の多くが発着する拠点都市として機能してきた。近年、長大な滑走路を複数備えた香港国際空港（1998年開港）と仁川国際空港（2001年開港）が次々と運用を開始している。また、日本では成田国際空港についで、関西国際空港がアジア諸国および太平洋を結ぶ拠点空港として機能している。なお、成田国際空港は、2本目の滑走路の建造（2002年）およびその延伸（2009年）などを行い、空港能力の引き上げを図っている。
同様の例は、西ヨーロッパにおけるパリ＝シャルル・ド・ゴール空港、アムステルダム・スキポール空港、フランクフルト空港の間にも見られる。拠点空港都市の地位を巡るこうした競争は、各国に巨額の財政的負担をもたらす一方で、結果的には空港設備と広域航空網のより一層の拡充をもたらすものとなっている。
ロシアのモスクワではシェレメーチエヴォ国際空港とドモジェドヴォ空港との間で異なるアライアンス同士の競争が激化している。